# Gwen Watford
Gwen Watford (n. 10 septembrie 1927, Londra, Anglia, Regatul Unit – d. 6 februarie 1994, Londra, Anglia, Regatul Unit) a fost o actriță engleză. Ea a câștigat de două ori Premiul BAFTA pentru cea mai bună actriță la televiziune și Laurence Olivier Award în 1981 pentru cea mai bună actriță în rol secundar pentru piesa lui Noël Coward „Present Laughter”. În cinema, ea a apărut în filmele Cleopatra, Taste the Blood of Dracula și Cry Freedom.

## Filmografie
- The Fall of the House of Usher (1950) .... Lady Usher
- David Copperfield (1956) .... Rose Dartle
- The Winslow Boy (1958) (TV) .... Katherine Winslow
- Never Take Sweets from a Stranger (1960) .... Sally Carter
- The Grass Is Greener (1960) .... Recepcionista (nemenționată)
- The Barretts of Wimpole Street (1961) (TV) .... Elizabeth Barrett
- The Very Edge (1963) .... Sister Holden
- Cleopatra (1963) .... Calpurnia
- Do You Know This Voice? (1964) .... Jackie Hopta
- Valley of the Kings (1964) .... Mrs. Marsh
- The Rise and Rise of Cesar Birotteau (1965) (TV) .... Constance Birotteau
- Broome Stages (1966) (TV) .... Lettice Broome
- Taste the Blood of Dracula (1969) .... Martha Hargood
- Shadows of Fear (1970) .... Moira Astle (episode Did You Lock Up?)
- A Face of Your Own (1973) (TV) .... Moira
- The Ghoul (1975) .... Ayah
- In This House of Brede (1975) (TV) .... Dama Catherine
- Don't Forget To Write! (1977-1979) (TV) .... Mable Maple
- The Case of the Middle-Aged Wife (1982) (TV) .... Maria Packington
- Miss Marple: The Body in the Library (1984) (TV).... Mrs. Dolly Bantry
- Sorrell and Son (1984)
- Cry Freedom (1987) .... mama lui Wendy
- Behaving Badly (1989) (TV) .... Frieda
- Relatively Speaking (1990) (TV) .... Sheila Carter
- The Winslow Boy (1990) (TV) .... Grace Winslow
- 'Miss Marple: The Mirror Crack'd from Side to Side (1992) (TV) .... Mrs. Dolly Bantry